# Carlinhos Maracanã
Carlos Teixeira Martins (Portugal, 23 de abril de 1927 — Rio de Janeiro, 7 de fevereiro de 2020), mais conhecido como Carlinhos Maracanã, foi um contraventor luso-brasileiro. Foi presidente da escola de samba Portela e também foi diretor do Madureira Esporte Clube e presidente do Bangu Atlético Clube.

## Biografia
Nascido em Portugal, Carlinhos Maracanã também foi diretor do Madureira Esporte Clube antes de ter contato com o samba. Convidado por Natal da Portela, passou a frequentar a escola de samba na década de 1960. E em 1972, assumiu a presidência da agremiação.
A construção da nova sede da escola, o Portelão, localizada na Rua Arruda Câmara, que anos depois passaria a se chamar Rua Clara Nunes, se deu no início da sua gestão. O carnaval de 2004 foi o último no comando da Portela. Anos depois, tornou-se patrono da escola de samba Estácio de Sá.
Nos anos 80, convidado por Castor de Andrade, exerceu a função de diretor de futebol do Bangu, sendo um dos responsáveis por formar a equipe que chegou na final do Carioca e foi vice-campeã brasileira em 1985. Posteriormente, virou diretor das categorias de base do clube de Moça Bonita, até que entre 1992 e 1993 exerceu o cargo de presidente do clube.

## Morte
Morreu no Rio de Janeiro, na madrugada do dia 7 de fevereiro de 2020, aos 92 anos de idade. Carlinhos estava internado desde o início da semana no Hospital Casa, no Rio Comprido, na Zona Norte do Rio. A causa da morte foi a falência de múltiplos órgãos. O ex-dirigente sofria de mal de Alzheimer.